# El Vals Del Obrero
El Vals Del Obrero är ett musikalbum från 1996 av den spanska skagruppen Ska-P. Skivan är utgiven av Radio Corporation of America.
Denna skiva var den som gjorde gruppen känd, framförallt med den drogliberala låten "Cannabis". Skivan är väldigt politisk och samhällskritisk och behandlar ämnen som till exempel sekter, djurens rättigheter, legalisering av cannabis, jämlikhet med mera.

## Låtlista
1. "El Gato López" - 2:42
2. "Ñapa Es" - 2:33
3. "El Vals del Obrero" - 4:41
4. "Revistas del Corazón" - 2:47
5. "Romero el Madero" - 3:24
6. "Sectas" - 4:09
7. "No Te Pares" - 4:28
8. "Cannabis" - 4:29
9. "Insecto Urbano" - 4:14
10. "Animales de Laboratorio" - 4:47
11. "La Sesera No Va" - 3:09
12. "Sexo y Religión" - 3:31